# Breitenworbis
Breitenworbis település Németországban, azon belül Türingiában. Lakosainak száma 3162 fő (2023. december 31.).

## Népesség
A település népességének változása:
| Lakosok száma | 3226 | 3206 | 3168 | 3133 | 3162 |
|               | 2017 | 2019 | 2021 | 2022 | 2023 |